# ميكي فوجيمورا
ميكي فوجيمورا (باليابانية: 藤村美樹؛ بالكانا: ふじむら みき) هي مغنية يابانية، ولدت في 15 يناير 1956 في سيتاغايا في اليابان.

## وصلات خارجية
- ميكي فوجيمورا على موقع IMDb (الإنجليزية)
- ميكي فوجيمورا على موقع ميوزك برينز (الإنجليزية)
- ميكي فوجيمورا على موقع ديسكوغز (الإنجليزية)